# Еджфілд (Луїзіана)
Еджфілд (англ. Edgefield) — селище (англ. village) в США, в окрузі Ред-Ривер штату Луїзіана. Населення — 204 особи (2020).

## Географія
Еджфілд розташований за координатами 32°3′0″ пн. ш. 93°20′9″ зх. д. / 32.05000° пн. ш. 93.33583° зх. д. (32.050081, -93.335962).  За даними Бюро перепису населення США в 2010 році селище мало площу 0,64 км², уся площа — суходіл.

## Демографія
Згідно з переписом 2010 року, у селищі мешкало 218 осіб у 88 домогосподарствах у складі 65 родин. Густота населення становила 339 осіб/км².  Було 93 помешкання (145/км²).
Расовий склад населення:
| - 83,0 % — білих - 16,1 % — чорних або афроамериканців |

До двох чи більше рас належало 0,9 %. Частка іспаномовних становила 0,9 % від усіх жителів.
За віковим діапазоном населення розподілялося таким чином: 23,4 % — особи молодші 18 років, 54,1 % — особи у віці 18—64 років, 22,5 % — особи у віці 65 років та старші. Медіана віку мешканця становила 41,8 року. На 100 осіб жіночої статі у селищі припадало 91,2 чоловіків;  на 100 жінок у віці від 18 років та старших — 96,5 чоловіків також старших 18 років.
Середній дохід на одне домашнє господарство  становив 63 018 доларів США (медіана — 54 688), а середній дохід на одну сім'ю — 78 960 доларів (медіана — 68 125). За межею бідності перебувало 3,7 % осіб, у тому числі 0,0 % дітей у віці до 18 років та 0,0 % осіб у віці 65 років та старших.
Цивільне працевлаштоване населення становило 86 осіб. Основні галузі зайнятості: виробництво — 26,7 %, мистецтво, розваги та відпочинок — 24,4 %, роздрібна торгівля — 12,8 %, освіта, охорона здоров'я та соціальна допомога — 9,3 %.